# Pluto (banda)
Pluto fue una banda inglesa de rock originaria de Londres, activa durante los primeros años 70. En noviembre de 1971 publicaron su único álbum, Pluto, con una música hard rock muy marcada por el blues y el boogie rock y con tintes de rock progresivo. El nombre de la banda, a pesar de la ilustración del dios Plutón presente en la portada del disco, hace referencia al personaje de Disney.

## Pluto(1971)

### Lista de canciones
| Cara A |                            |          |  |
| N.º    | Título                     | Duración |  |
| 1.     | «Crossfire»                | 3:13     |  |
| 2.     | «And my old rocking horse» | 3:54     |  |
| 3.     | «Down and out»             | 3:05     |  |
| 4.     | «She's innocent»           | 3:40     |  |
| 5.     | «Road to glory»            | 4:20     |  |

| Cara B |                       |          |  |
| N.º    | Título                | Duración |  |
| 1.     | «Stealing my thunder» | 2:55     |  |
| 2.     | «Beauty queen»        | 3:35     |  |
| 3.     | «Mister Westwood»     | 4:38     |  |
| 4.     | «Rag a bone Joe»      | 3:28     |  |
| 5.     | «Bare lady»           | 4:10     |  |